# Đại chủng viện Sao Biển

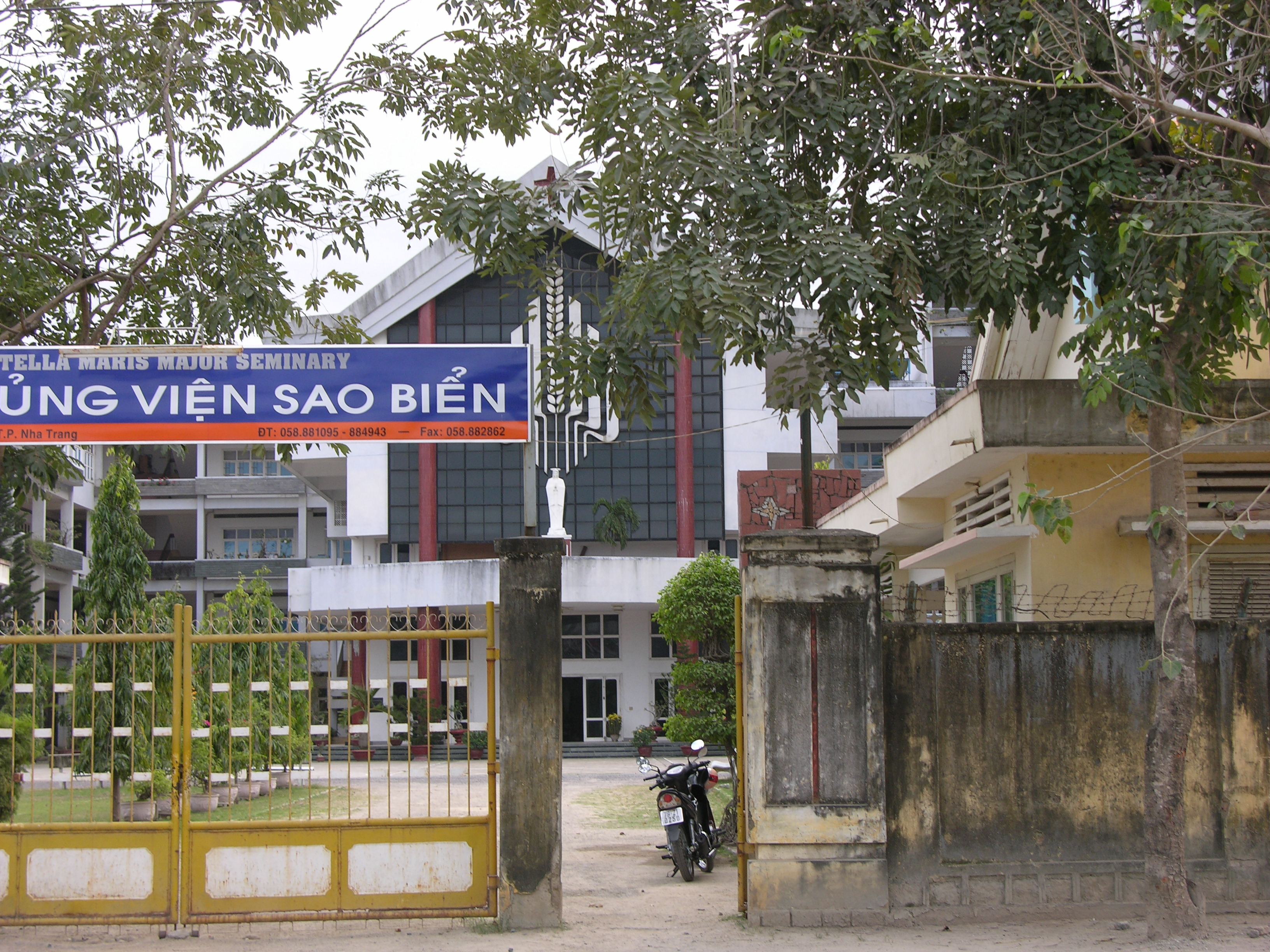
Đại chủng viện Sao Biển

Đại chủng viện Sao Biển là một trong 8 chủng viện của Giáo hội Công giáo Rôma ở Việt Nam. Cơ sở hiện nay của chủng viện tọa lạc tại 60 đường Lý Nam Đế, phường Phước Long, thành phố Nha Trang, tỉnh Khánh Hòa. Tên gọi "Sao Biển" là chỉ về danh hiệu Đức Mẹ Sao Biển (Stella Maris) của Maria, lấy hình tượng sánh ví như Sao Kim (còn gọi là "sao mai" hoặc "sao hôm", chứ không phải loài sao biển sống ở đại dương).
Tiền thân của Đại Chủng viện hiện nay là Tiểu chủng viện Sao Biển, được thành lập năm 1958, với cơ sở nằm cạnh bờ biển trong địa giới Giáo xứ Thanh Hải, Nha Trang. Ngày 1 tháng 6 năm 1979, cơ sở Chủng viện bị chính quyền Việt Nam đóng cửa và trưng dụng theo chính sách trưng dụng nhà cửa sau chiến tranh.
Năm 1980, với chính sách thoáng hơn đối với Công giáo, Chính phủ Việt Nam bắt đầu cho phép mở lại các Chủng viện. Tuy nhiên, cơ sở cũ của Tiểu Chủng viện Sao Biển đã được sử dụng làm trường sở cho trường Cao đẳng Văn hoá, Nghệ thuật và Du lịch Nha Trang. Vì vậy Chủng viện phải chuyển về địa điểm mới tại Giáo xứ Phước Hải, Nha Trang, và được nâng lên thành Đại chủng viện. Ngày 31 tháng 12 năm 1991, Giám mục Nha Trang Phaolô Nguyễn Văn Hòa chủ sự Lễ Khai trương Đại Chủng viện Sao Biển mới, với mục đích đào tạo linh mục cho Giáo phận Nha Trang, Giáo phận Quy Nhơn và Giáo phận Ban Mê Thuột.